# Eric Viscaal
Eric Viscaal (* 20. März 1968 in Eindhoven) ist ein niederländischer ehemaliger Fußballspieler. Er spielte unter anderem in der Eredivisie für De Graafschap, in Belgien für KAA Gent und in der Schweiz für Grasshopper Club Zürich. In der niederländischen Nationalmannschaft kam er fünfmal zum Einsatz. In der Saison 2009/10 ist er Jugend- und Assistenztrainer beim belgischen Erstligisten Germinal Beerschot.

## Vereinskarriere

### Anfänge in Eindhoven
In der Jugend spielte Viscaal beim Fußballverein Tongelre im gleichnamigen Eindhovener Stadtteil, ehe er zur PSV wechselte. Hier gab er in der Saison 1986/87 sein Debüt in der Eredivisie; im Match beim FC Den Bosch wurde er wenige Minuten vor Spielschluss für René van der Gijp eingewechselt. In drei weiteren Begegnungen der Saison wurde Viscaal, der als offensiver Mittelfeldspieler oder als zweite Spitze spielte, eingesetzt. Unter Trainer Guus Hiddink blieb er in der Folgesaison 1987/88 Ergänzungsspieler in der PSV-Elf, in der Hans van Breukelen, Ronald Koeman, Søren Lerby und Eric Gerets zu den Stammkräften gehörten.
Seine ersten Tore in der Eredivisie machte er am 17. Oktober 1987 gegen PEC Zwolle: er wurde nach einer Stunde eingewechselt und erzielte die beiden letzten Treffer zum 5:1-Sieg. Dennoch kam er lange nicht über die Rolle des Ersatzmanns für Wim Kieft oder Hans Gillhaus hinaus. Erst, nachdem er im Spiel gegen VVV-Venlo im März 1988 mit vier Treffern auf sich aufmerksam gemacht hatte – beim 5:0-Sieg erzielte er die ersten vier Tore, je zwei vor und nach der Halbzeitpause – kam er auch in der Anfangsformation zum Zuge und durfte einige Male durchspielen. Acht Tore waren seine Bilanz in den 20 Einsätzen der Saison. In beiden Spielzeiten wurden die Eindhovener Niederländischer Meister.

### Durchbruch in Belgien
Zur folgenden Saison wurde Viscaal nach Belgien zum SK Beveren ausgeliehen. Hier konnte er gleich einen Stammplatz erobern, machte in 34 Erstligaspielen 17 Tore und wurde zum belgischen Jungprofi des Jahres gewählt. In der Spielzeit 1989/90 kam er erneut auf Leihbasis zum Lierse SK, wo er mit 14 Treffern in 29 Spielen ähnlich erfolgreich war. Mittlerweile war die AA Gent auf den jungen Niederländer aufmerksam geworden und kaufte ihn der PSV ab. Gleichzeitig holte Trainer René Vandereycken auch Frank Dauwen und Erwin Vandenbergh. Lange spielte Gent um die Meisterschaft mit, musste aber letztlich mit Platz drei und der Teilnahme am UEFA-Pokal vorliebnehmen. Hier drang die Mannschaft nach Erfolgen gegen Lausanne-Sports, Eintracht Frankfurt und Dynamo Moskau bis ins Viertelfinale vor, wo sie sich dem späteren Sieger AFC Ajax geschlagen geben musste. Fünf Jahre blieb Viscaal bei den Buffalos, machte als Stammspieler 57 Ligatore in 153 Spielen.
Eine Kuriosität ereignete sich dabei in der Saison 1992/93 im Match bei Cercle Brugge. Beim Stand von 1:0 für die Gastgeber wurde der Genter Torhüter kurz vor Spielschluss des Feldes verwiesen; Brügge erhielt gleichzeitig einen Elfmeter zugesprochen. Da die Buffalos schon dreimal gewechselt hatten, musste ein Feldspieler ins Tor: Viscaal übernahm die Verantwortung – und parierte den Strafstoß des damaligen kroatischen Torjägers Josip Weber (1964–2017) (der von 1992 bis 1994 dreimal in Folge Topscorer der belgischen Liga wurde und nach der Einbürgerung auch in der belgischen Nationalmannschaft spielte). Damit nicht genug: als auch für Gent nur eine Minute später ein Elfmeter gepfiffen wurde, ging Viscaal wieder nach vorne, schnappte sich dort den Ball und rettete seinem Team in den Schlusssekunden mit dem Ausgleichstreffer einen Punkt.
Nach einem für Viscaal weniger erfolgreichen Zwischenspiel 1995/96 als Leihspieler bei den Grasshoppers in Zürich – die allerdings in dieser Saison Meister wurden – kehrte Viscaal noch in derselben Spielzeit in die Ehrendivision zurück. Er schloss sich ebenfalls auf Leihbasis der VBV De Graafschap in Doetinchem an, wo er erneut Stammspieler wurde. Bei den Grafschaftern schloss er am Saisonende einen Fünf-Jahres-Vertrag ab, obwohl sein Vertrag mit AA Gent noch ein weiteres Jahr lief, so dass Viscaal kurzzeitig Spielverbot erhielt und die Gerichte beschäftigt werden mussten, um eine Ablösesumme festzulegen. Bis 2001 war er hier aktiv, bildete bei Trainer Fritz Korbach zeitweilig mit dem ehemaligen Wattenscheider Ghanaer Ali Ibrahim ein Sturmduo, das nach Meinung ihres damaligen Abwehrkollegen Eric Redeker „de Graafschap auf die Landkarte gesetzt hat“, ehe er – mittlerweile 33 Jahre alt – wieder nach Belgien ging. Der KV Mechelen war seine siebte Profistation; auch seine Verpflichtung konnte jedoch nicht verhindern, dass der KV in die Tweede Klasse abstieg. Zwar gelang der Wiederaufstieg, doch 2003 musste der Club wegen finanzieller Probleme in die dritte Liga zurück, alle Spieler mussten verkauft werden. Viscaal beendete seine Profikarriere und schloss sich dem Viertligisten Dilbeek Sport an.

### Stationen
als Profifußballer:
- PSV (1986–1988, Eredivisie, 24 Spiele/8 Tore)
- SK Beveren (1988/89, Eerste Klasse, 34/17)
- Lierse SK (1989/90, Eerste Klasse, 29/14)
- AA Gent (1990–1995, Eerste Klasse, 153/57)
- GC Zürich (1995/96, Nationalliga A, 13/7)
- De Graafschap (1996–2001, Eredivisie, 165/56)
- KV Mechelen (2000/01 und 2002/03, Eerste Klasse 23/4; 2001/02 Tweede Klasse 29/5)

## Nationalmannschaft
Als Viscaal 1991/92 mit AA Gent im UEFA-Pokal spielte, wurde auch Bondscoach Rinus Michels auf ihn aufmerksam. Viscaal wurde zur Nationalmannschaft eingeladen und kam gegen Portugal am 12. Februar 1992 zu seinem Debüt in Oranje. Ebenso wie Co-Debütant Gaston Taument sowie Stanley Menzo und Peter Bosz, die jeweils zu ihrem zweiten Einsatz kamen, wurde Viscaal nach der Pause eingewechselt. Noch ein weiteres Übungsspiel durfte Viscaal vor der EM in Schweden absolvieren, beim 1:1 in Frankreich wurde er erneut eingewechselt. Michels berief ihn anschließend in den Kader für die EM 1992. In Schweden kam Viscall lediglich zu einem Kurzeinsatz von zehn Minuten im Vorrundenspiel gegen die Auswahl der Gemeinschaft Unabhängiger Staaten. Nach der EM erhielt er vom neuen Bondscoach Dick Advocaat zwei weitere Chancen; sein letztes Spiel am 16. Dezember 1992, ein 3:1-Sieg in der WM-Qualifikation in der Türkei, war sein einziges Match über 90 Minuten. In seinen fünf Spielen in der Elftal gelang es ihm nicht, einen Treffer zu erzielen.

## Trainer
Bei Dilbeek Sport war Viscaal drei Jahre lang Spielertrainer und Jugendkoordinator. 2007 wurde Viscaal Vertreter einer Sportmarke. Nebenher spielte er in der Amateurliga für den VK Weerde aus Zemst, mit dem er als Topscorer 2009 Meister der achten Liga wurde. Außerdem war er seit der Saison 2008/09 Cotrainer bei Germinal Beerschot. Als der Klub im August 2009 Trainer Aimé Anthuenis entließ, übernahmen Viscaal und sein Cotrainer-Kollege Joost Desender interim das Traineramt des Erstligisten, bis nach einigen Tagen Jos Daerden verpflichtet wurde. Seither ist Viscaal dessen Trainerassistent.

## Erfolge
- Niederländischer Meister (1987, 1988, mit PSV)
- Schweizer Meister (1996, mit GC Zürich)